# Aeroportul Chaves
Aeroportul Chaves (IATA: CHV, ICAO: LPCH) este un aeroport din Chaves, Districtul Vila Real, Portugalia ce deservește zona Chaves. A fost numit după zona deservită.
Situat la o altitudine de 360 m, aeroportul dispune de o singură pistă.